# ОШ „Бора Станковић” Вучје
Основна школа „Бора Станковић” образовна је установа која се налази у Вучју, град Лесковац.

## Историја
Школа је основана 1919. године. У почетку се настава одржавала у приватним просторијама, да би школа добила нову зграду 1952. године. Од тада, па до данас, настава се одвија у истој згради, која је доста оронула. Иако је реновирана током 2014. године, плафон школе је након непуних годину дана поново пао, тако да се сада настава одвија само на једном спрату.
Школа је 1971. године добила Октобарску награду града Лесковца, као и Републичку награду „25. мај” 1979. године, за постигнуте резултате од изузетне вредности у области васпитања и образовања.